# Урбан, Дьюла
Дьюла Урбан (венг. Urbán Gyula; 24 мая 1938, Секешфехервар, Венгрия — 31 марта 2025) — венгерский писатель, поэт, сценарист, театральный режиссёр
, актёр.

## Биография
Родился в дворянской семье инженера-строителя Дьюлы Урбана-старшего (1904—1978) и помещицы Марии Одор.
В 1963 году окончил Карлов университет в Праге (ЧССР) по специальности «режиссура и драматургия». С 1963 по 1992 год был директором Государственного театра кукол. С 1969 года работал на Венгерском радио, с 1975 года — на телевидении. С 1979 по 1980 год он был приглашенным профессором в Венесуэле, а затем преподавал в Дании. С 1992 года — директор Будапештского театра кукол.
Огромной популярностью в СССР пользовался мультфильм «Голубой щенок», снятый в 1976 году Ефимом Гамбургом по сказке Дьюлы Урбана.
Детские спектакли по сказке Дьюлы Урбана «Все мыши любят сыр» пользуются большой популярностью в русских театрах; так, они были поставлены в ленинградском ТЮЗе имени А. А. Брянцева, Таганрогском драматическом театре имени А. П. Чехова, Ивановском областном драматическом театре, Московском театре кукол и Пермской эстрадно-театральной студией «Прозус-Д».
Умер 31 марта 2025 года в возрасте 86 лет.